# Los Elegantes
Los Elegantes est un groupe de pop rock espagnol, originaire de Madrid. Ils ont cultivé un son proche du mouvement mod.

## Biographie
En 1979, le groupe est formé par le chanteur Juan Ignacio de Miguel, surnommé el Chicarrón, et les guitaristes Juanma del Olmo (el Chicarrón de Los Zombies), Emilio López et José Luis le bassiste. Avec l'aide de Javier Teixidor, guitariste du groupe de rock Jammella, ils enregistrent leur première démo, avec les chansons Nada et No charles más. Les deux chansons sont incluses dans le troisième volet de la compilation Viva el rollo de Chapa Discos, succursale du label Zafiro, et publient également un single indépendant, en 1980. La même année, le bassiste José Luis de la Peña (ex-Glutamato Ye-Yé) et le batteur Carlos Hens rejoignent le groupe.
En 1982, ils enregistrent leur deuxième single pour le label Record Runner, contenant les titres Me debo marchar et Este es mi tiempo. Me debo marchar devient rapidement une sorte d'hymne pour les mods espagnols. Cependant, peu après le départ de Juan Ignacio de Miguel, pour des raisons professionnelles, il est remplacé par Emilio López au chant. Convertis en quatuor, ils sortent en 1983 un single sur le label indépendant Rara Avis, qui contient trois titres : La Calle del ritmo, Cristina et Estoy fuera de sitio. À ce moment apparaît Rafael Abitbol, annonceur de radio España, et devient producteur du groupe. L'année suivante, ils enregistrent leur premier album, ¡Ponte ya a bailar!, produit par leur mentor Rafa Abitbol, sur le label Zafiro,,.
Le deuxième album du groupe, Paso a Paso (1985), également produit par Abitbol et édité par Zafiro, obtient moins de succès. Il contient des reprises de Sono tremendo de Rocky Roberts et Louie Louie de The Kingsmen, ainsi que des chansons telles que Dos años atrás ou Dispararé. Seulement environ 6 000 exemplaires sont vendus. Après cet album, le groupe se sépare de Rafael Abitbol. Ils se séparent ensuite en 1991.

## Discographie

### Albums studio
- 1984 : Ponte ya a bailar! (Zafiro)
- 1985 : Paso a paso (Zafiro)
- 1987 : Los gatos de mi barrio (Zafiro)
- 1989 : Perder o ganar (Zafiro)
- 1990 : En el corazón de la resaca (double album live, DRO)
- 1990 : En directo (Zafiro)
- 1991 : A fuego lento (DRO)

### Singles
- 1980 : No charles mas / Nada (Zafiro)
- 1982 : Me debo marchar / Este es mi tiempo (Road Runner)
- 1983 : En la calle del ritmo / Cristina / Estoy fuera de sitio (maxi single) (Rara Avis)

### Compilations
- 2001 : Disparos de emoción (BMG)
- 2001 : Los Elegantes (de la série Lo mejor de la Edad de Oro del pop español) (BMG)